# Blauw Wit Amsterdam

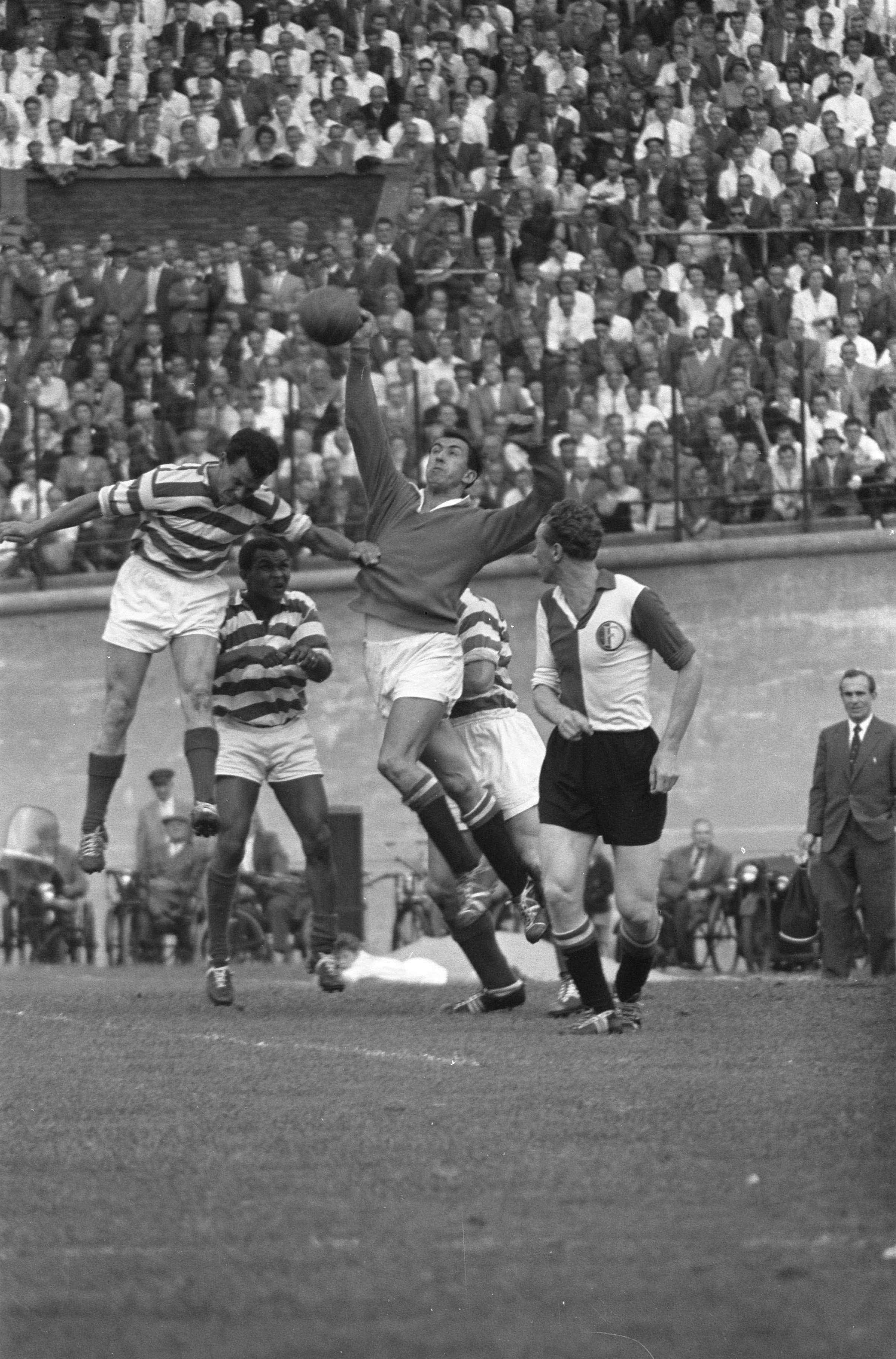
Blauw-Wit gegen Feyenoord, 1959

Blauw Wit (ndl. für Blau Weiß; der Name Blauw Wit wurde 1911 in der Registratur des NVB erfasst; seit 1924 lautete er darin offiziell Amsterdamsche voetbal- en athletiekvereeniging Blauw Wit („Amsterdamer Fußball- und Athletikvereinigung Blau Weiß“); auch als Amsterdamse Sport Vereniging (oder ASV) Blauw-Wit, im deutschen Sprachraum auch als Blauw-Wit Amsterdam oder eingedeutscht Blau-Weiß Amsterdam bezeichnet) ist ein niederländischer Fußballverein aus Amsterdam, der seit 1902 besteht. Dreimal wurde die erste Mannschaft des Klubs niederländischer Vizemeister. Die Profiabteilung wurde 1963 in eine Stichting Betaald Voetbal („Stiftung Profifußball“) umfirmiert und bis 1972 unter dem Namen Blauw Wit BV geführt, ehe sie mit D.W.S. zum FC Amsterdam fusionierte. Die Amateurabteilung blieb als Verein erhalten. Nach mehreren weiteren Fusionen heißt der Klub seit 2003 FC Blauw-Wit Amsterdam und spielt unterklassig im Amateurfußball.

## Geschichte

### Die frühen Jahre
Der Klub entstand 1907 durch Fusion aus den Amsterdamer Vereinen Victoria von 1902 und Holland. Da es zu jener Zeit im NVB bereits einen Klub namens Victoria en Holland gab, wurde als Name für den Fusionsverein aus dem Westen der Hauptstadt Blauw Wit gewählt. Die erste Mannschaft trat in der derde klasse, der dritten Liga, an. Die Trikots waren in horizontalen blauen und weißen Streifen gehalten, was dem Verein den Spitznamen „Zebras“ einbrachte. 1910 gelang der Aufstieg in die tweede klasse; zu dieser Zeit wurde noch auf verschiedenen Plätzen nahe der Hembrug gespielt, einer Eisenbahnbrücke über den Noordzeekanaal im heutigen Hafengelände, die Mitte der 1980er Jahre durch den Hemtunnel ersetzt wurde. 1911 wurde der Spielbetrieb in den Amsterdamer Osten verlagert, in den Stadtteil Watergraafsmeer, wo der Verein einen Sportplatz mietete. Im Jahr 1915 gab es im Ligabetrieb die ersten Derbys gegen den AFC Ajax; beide Spiele endeten mit einem 2:1-Sieg der Auswärtsmannschaft. Im folgenden Spieljahr wurde Blauw Wit ungeschlagen Meister der zweiten Klasse und stritt mit Ajax, Haarlem und DVS aus Rotterdam erfolgreich um den Aufstieg. In seiner Satzung von 1917 wurde als Vereinsziel „das Training und die Förderung des Fußballspiels“ festgelegt, 1924 mit der Namensänderung wurde dies um die Leichtathletik ergänzt.

### Ära der Erstklassigkeit
Als Erstligist wurde Blauw Wit zunächst im Nederlandsch Sportpark heimisch. Hier gewann der Verein 1922 erstmals den Titel in der Eerste Klasse West und wurde in der Meisterschaftsendrunde erst in einem Entscheidungsspiel von Go Ahead auf den zweiten Platz verwiesen. In den 1920er Jahren war unter anderem Jack Reynolds drei Jahre lang Trainer der ersten Mannschaft, ehe er zum AFC Ajax zurückkehrte. Nach den Olympischen Spielen zog der Wettkampfbetrieb 1928 ins benachbarte Olympiastadion um; auf dem Gelände entstand außerdem ein neues Klubhaus. 1930 nahm das Team als Meister der Eerste Klasse, Bezirk West II – ebenso wie der mittlerweile erfolgreichere Lokalrivale Ajax als Meister des Bezirks West I – erneut an der Endrunde um die niederländische Meisterschaft teil und belegte am Ende den fünften und letzten Platz. Von 1933 bis 1935 war der Klub nur zweitklassig, jedoch bereits 1940 qualifizierte sich Blauw Wit wieder als Bezirksmeister für die Endrunde und wurde hinter Feijenoord zum zweiten Male Zweiter, obwohl nach Kriegsausbruch eine große Anzahl Spieler mobilgemacht worden waren – die „Kriegsmeisterschaft“ wurde wegen der Mobilmachung in dieser Saison allerdings inoffiziell ausgespielt. Im Juni 1940 wurde Blauw-Wit-Trainer Booth als britischer Staatsbürger von der deutschen Besatzungsmacht interniert, kehrte erst 1945 nach Amsterdam zurück. Zeitweilig wurden Spieler ins Reich abkommandiert, wo sie deutsche Vereine verstärken sollten. Blauw-Wit-Stürmer Gerrie Stroker ging im September 1940, da er in Amsterdam keine Arbeit fand, freiwillig nach Potsdam, wo er sowohl eine Stelle als auch eine Freundin fand und – ab Januar 1943 gemeinsam mit Ajax-Akteur Jaap Hordijk – bei der SV Potsdam 03 zunächst als Spieler, dann als Spielertrainer fungierte. Dennoch gab es für Blauw Wit auch 1942 einen vierten Platz in der Meisterschaftsendrunde. Auch nach Kriegsende blieb Blauw Wit zunächst eine führende Kraft im Westen: drei weitere Male (1947, 1950 und 1951) erreichte die Mannschaft die Meisterschaftsendrunde; doch den Titel konnte sie nicht erspielen – eine weitere Vizemeisterschaft 1950 war die höchste Platzierung.

### Blauw-Wit im bezahlten Fußball

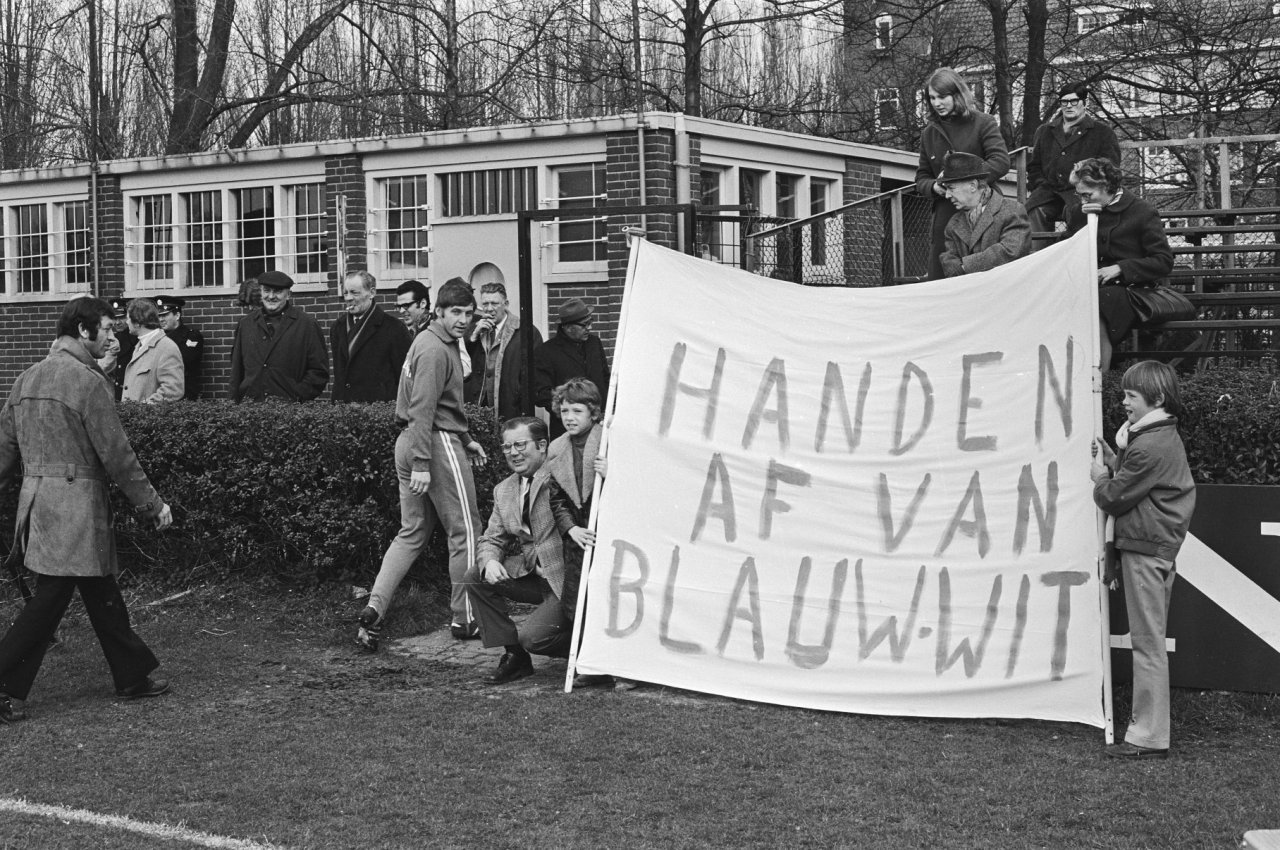
„Hände weg von Blauw-Wit“ – Protest im Vorfeld der Fusion mit DWS, März 1971

Bei Einführung des Profifußballs 1955 konnte sich Blauw Wit zunächst nicht für die höchste Spielklasse qualifizieren. Die besten Spieler wie Ferry Mesman wechselten zum neu gegründete BVC (Beroepsvoetbalclub, also Profifußballklub) Amsterdam. Erst 1957 folgte der Aufstieg aus der Eerste divisie in die Eredivisie, drei Jahre später der zweite Abstieg. Eine runderneuerte Mannschaft um den Waliser Barry Hughes sicherte sich 1961 als Meister mit 61 Punkten und 110:34 Toren den direkten Wiederaufstieg; in der Eredivisie folgte eine erfolgreiche Saison, Blauw Wit schloss hinter Feijenoord und PSV als Dritter ab und qualifizierte sich für den International Football Cup. 1963 wurde die Profiabteilung des Klubs in eine Stichting Betaald Voetbal umgewandelt; ein Jahr später stieg Blauw Wit BV erneut in die Eerste divisie ab. Da immer weniger Zuschauer die Begegnungen in der Zweitklassigkeit sehen wollten, wurden die Heimspiele aus dem 60.000 Menschen fassenden Olympiastadion auf einen Nebenplatz verlegt, der rund 6.000 Menschen Platz bot; neben einer überdachten Stahltribüne mit 1.200 Sitzplätzen wurden dort eine Kantine und Umkleidekabinen eingerichtet. Offizielle Eröffnung des Blauw-Wit-Geländes war vor dem Lokalderby gegen De Volewijckers am 10. September 1967. Bis 1972 blieb das Team in der Zweitklassigkeit, ehe es – obwohl viele Fans dagegen protestierten – durch Fusion mit dem Lokalrivalen D.W.S. zum FC Amsterdam aufgelöst wurde; dieser übernahm den Eredivisie-Platz von D.W.S.

### Fusionen retten den Verein
Blauw Wit bestand nach der Fusion als Amateurverein weiter; die erste Mannschaft pendelte bis 1995 zwischen der Hoofdklasse und der Eerste klasse, den beiden höchsten Amateurligen. In den 1990er Jahren spielte das Team erstmals drei Jahre fünftklassig. 2001 fusionierte Blauw Wit zunächst mit dem Nachbarverein Osdorp-Sport zum asv Blauw-Wit Osdorp; zwei Jahre später war aus finanziellen und personellen Erwägungen eine weitere Fusion nötig: mit KBV, Neerlandia/SLTO und Sparta Amsterdam vereinigte man sich zum FC Blauw-Wit Amsterdam. Der Verein ist seit 1965 im Sportpark Sloten im Südwesten Amsterdams zu Hause. In der Saison 2014/15 spielt die erste Mannschaft in der Eerste klasse (zu dieser Zeit die fünfte Liga).

## Erfolge
- 1910 Aufstieg in die Tweede Klasse
- 1916 Meister und Aufstieg in die Eerste Klasse
- 1922 Meister Eerste Klasse West, niederländischer Vizemeister nach Entscheidungsspiel[11]
- 1930 Meister Eerste Klasse West II, Fünfter der Meisterschaftsendrunde
- 1940 Meister Eerste Klasse West I, Zweiter der Meisterschaftsendrunde (inoffizielle Spielrunde wegen Mobilmachung)
- 1942 Meister Eerste Klasse West II, Vierter der Meisterschaftsendrunde
- 1947 Meister Eerste Klasse West II, Sechster der Meisterschaftsendrunde
- 1950 Meister Eerste Klasse West I, Zweiter der Meisterschaftsendrunde
- 1951 Meister Eerste Klas C, Vierter der Meisterschaftsendrunde
- 1957 Meister Eerste Divisie B und Aufstieg in die Eredivisie
- 1961 Meister Eerste Divisie B und Aufstieg in die Eredivisie
- 1962 3. Platz Eredivisie, Teilnahme am International Football Cup

## Ehemalige Spieler
- Co Bergman
- Wietze Couperus
- Barry Hughes
- Martin Koeman
- Piet van der Kuil
- Ferry Mesman
- Bennie Muller
- Jan de Natris
- Frank Rijkaard
- Bryan Roy
- Orlando Trustfull
- Cor Wilders